# Guy André Marie de Kérimel
Guy André Marie de Kérimel (Meknès, 7 agosto 1953) è un arcivescovo cattolico francese, dal 9 dicembre 2021 arcivescovo metropolita di Tolosa.

## Biografia
Guy de Kérimel è nato a Meknes il 7 agosto 1953, quinto di otto figli nati da Jacques de Kérimel, agricoltore e consigliere agricolo, e di Annick Prouvot.

### Formazione e ministero sacerdotale
Dopo aver conseguito il baccalaureato, ha frequentato l'università della Sorbona, dove ha ottenuto il master in storia.
Nel 1978 è entrato a far parte della congregazione della Comunità dell'Emmanuele e nel 1981 è entrato in seminario. Successivamente si è trasferito a Roma, dove ha dapprima frequentato il seminario francese e successivamente ha conseguito la licenza in teologia morale presso la Pontificia Università Gregoriana. È stato ordinato presbitero il 29 giugno 1986.

### Ministero episcopale

Stemma vescovile.

Il 19 febbraio 2001 è stato nominato vescovo ausiliare di Nizza da papa Giovanni Paolo II, il quale gli ha assegnato la sede titolare di Case Mediane. Ha ricevuto l'ordinazione episcopale il 17 giugno seguente dal vescovo di Nizza Jean Marie Louis Bonfils, co-consacranti l'arcivescovo di Marsiglia Bernard Louis Auguste Paul Panafieu e l'arcivescovo di Aix Claude Feidt.
Il 10 giugno 2006 è stato nominato da papa Benedetto XVI vescovo di Grenoble, dopo aver ricoperto la carica di vescovo coadiutore già dal 6 maggio 2004.
Dal 2017 è presidente della commissione episcopale per la liturgia e la pastorale sacramentale all’interno della Conferenza Episcopale Francese.
Il 9 dicembre 2021 papa Francesco lo ha nominato arcivescovo metropolita di Tolosa; è succeduto a Robert Jean Louis Le Gall, dimessosi per raggiunti limiti d'età. Ha preso possesso dell'arcidiocesi il 30 gennaio 2022.

## Genealogia episcopale e successione apostolica
La genealogia episcopale è:
- Cardinale Scipione Rebiba
- Cardinale Giulio Antonio Santori
- Cardinale Girolamo Bernerio, O.P.
- Arcivescovo Galeazzo Sanvitale
- Cardinale Ludovico Ludovisi
- Cardinale Luigi Caetani
- Cardinale Ulderico Carpegna
- Cardinale Paluzzo Paluzzi Altieri degli Albertoni
- Papa Benedetto XIII
- Papa Benedetto XIV
- Papa Clemente XIII
- Cardinale Marcantonio Colonna
- Cardinale Giacinto Sigismondo Gerdil, B.
- Cardinale Giulio Maria della Somaglia
- Cardinale Carlo Odescalchi, S.I.
- Vescovo Eugène de Mazenod, O.M.I.
- Cardinale Joseph Hippolyte Guibert, O.M.I.
- Cardinale François-Marie-Benjamin Richard de la Vergne
- Vescovo Marie-Prosper-Adolphe de Bonfils
- Cardinale Louis-Ernest Dubois
- Arcivescovo Jean-Arthur Chollet
- Arcivescovo Héctor Raphaël Quilliet
- Vescovo Charles-Albert-Joseph Lecomte
- Cardinale Achille Liénart
- Vescovo Adrien-Edmond-Maurice Gand
- Cardinale Albert Decourtray
- Vescovo Jean Marie Louis Bonfils, S.M.A.
- Arcivescovo Guy André Marie de Kérimel

La successione apostolica è:
- Vescovo Jean-Marc Micas, P.S.S. (2022)
- Vescovo Luc Meyer (2022)
- Vescovo Benoît Gschwind, A.A. (2023)